# Казанский, Борис Николаевич
Борис Николаевич Казанский (1915—1994) — советский учёный-биолог, специалист по ихтиологии и рыбоводству. Доктор биологических наук (1957), профессор. Ректор Дальневосточного государственного университета (1961—1968).

## Биография
Родился в 1915 году в городе Проскуре. В  15 лет начал работать сезонным рабочим в Симферополе.
В 1932 году окончил среднюю школу. После этого работал техником, лаборантом, старшим лаборантом в карантинном секторе Всесоюзного института защиты растений, участвовал в экспедициях. Одновременно учился на рабфаке при Ленинградском университете. Затем поступил на биолого-почвенный факультет ЛГУ, а по его окончании — в аспирантуру ЛГУ. Во время обучения принимал участие в разработке биологических основ заводского воспроизводства рыбных запасов в низовьях крупнейших рек Европейской части СССР.
В 1941 году, после начала Великой Отечественной войны, Казанский ушёл на фронт добровольцем. В составе 1-го и 2-го Украинских фронтов освобождал Польшу, Чехословакию и Венгрию, воевал в Австрии и Германии. был участником битвы на Курской дуге, взятия Берлина и освобождении Праги. Являлся начальником отдельного взвода аэрофотослужбы при штабе в частях 1-го гвардейского штурмового авиационного Кировоградско-Берлинского корпуса. Демобилизовался в звании гвардии старшего лейтенанта ВВС
В ноябре 1945 г. Б. Н. Казанский вернулся к научной работе в ЛГУ, прерванной войной. В 1947 году он защитил кандидатскую, а в 1957 году — докторскую диссертацию («Автогинез и адаптация, связанная с размножением рыб»). Сделал научное открытие, которое используется для интенсификации производства осетровой молоди.
В 1961 Б. Н. Казанский переехал во Владивосток, где занял пост ректора недавно восстановленного Дальневосточного государственного университета, над которым шефствовал ЛГУ. Организовал при ДВГУ первую на Дальнем Востоке кафедру гидробиологии и ихтиологии. Параллельно с ректорством продолжал научно-исследовательскую и педагогическую работу — руководил исследованиями по осетроводству на Амуре, совместно с учениками начал изучать биологию и воспроизводство пиленгаса и краснопёрки-угая.
В 1967 году оставил пост ректора по семейным обстоятельствам, после чего вернулся в Ленинград, где возглавил кафедру гидробиологии и ихтиологии ЛГУ. В этот период активно занимался исследованием дальневосточной кефали — пиленгаса. Особенности образа жизни данной рыбы позволили учёному дать биологическое обоснование для ее акклиматизации в Азовском, Чёрном и Каспийском морях. Акклиматизация прошла успешно: в настоящее время пиленгас — промысловая рыба Азово-Черноморского бассейна.
Умер в 1994 году.
Является автором около 60 научных трудов и одного изобретения (авторское свидетельство № 147863 на изобретение «Методика
получения разносезонного потомства рыб для обеспечения повторных циклов на рыбоводных заводах (например, осетровых)»).

## Награды
- орден Красной Звезды
- медаль «За освобождение Праги»
- медаль «За взятие Берлина»
- медаль «За победу над Германией»
- другие медали